# Natsuo Kirino
Natsuo Kirino (jap. 桐野 夏生 Kirino Natsuo), właśc. Mariko Hashioka (jap. 橋岡 まり子 Hashioka Mariko; ur. 7 października 1951 w Kanazawie, w prefekturze Ishikawa) – japońska pisarka. Charakteryzuje się specyficznym stylem pisania. Koncentruje się między innymi na psychologicznej stronie przestępczości. Jej powieści zostały przetłumaczone na dziewiętnaście języków. Kilka z nich zostało zekranizowanych.

## Życiorys
Urodziła się w 1951 roku w Kanazawie, jako drugie z trójki dzieci. Ma dwójkę braci, jednego - sześć lat starszego i drugiego - pięć lat młodszego. Jej ojciec pracował jako architekt. Kirino mieszkała w wielu japońskich miastach między innymi w Sapporo, Sendai, a obecnie mieszka na stałe w Tokio. Ukończyła studia prawnicze na Uniwersytecie Seikei w 1974. Zanim postanowiła zostać pisarką, pracowała w różnych zawodach, np. pracowała w kompleksie kinowym Iwanami Hall. Wyszła za mąż w 1975. Z tego małżeństwa ma córkę, urodzoną w 1981.
Otrzymała wiele nagród literackich, m.in.:
- Nagrodę Rampo Edogawy za Kao ni furikakaru ame (Deszcz padający na twarz, 1993);
- Nagrodę Japońskiego Stowarzyszenia Pisarzy Detektywistycznych za Auto (Ostateczne wyjście, 1998);
- Nagrodę Kyōki Izumiego za Gurotesuku (Groteska, 2003);
- Nagrodę Tanizakiego za Tōkyō-jima (Wyspa Tokio, 2008).

Oprócz nagród literackich w 2015 została nagrodzona rządowym Medalem Honoru (fioletowa wstążka).

### Wydane w Polsce
- Ostateczne wyjście, Sonia Draga, Katowice, 2005 (アウト Auto, Kōdansha, Tokio, 1997)
- Groteska, Sonia Draga, Katowice, 2008[5] (グロテスク Gurotesuku, Bungei Shunjū, Tokio, 2003)
- Prawdziwy świat, Sonia Draga, Katowice, 2010 (リアル ワールド Riaru wārudo, Shūeisha, Tokio, 2003)
- Wyspa Tokio, Sonia Draga, Katowice, 2012 (東京島 Tōkyō-jima, Shinchōsha, Tokio, 2008)

### Seria o detektywie Miro Murano

#### Powieści
- 顔に降りかかる雨 Kao ni furikakaru ame, Kōdansha, Tokio, 1993
- 天使に見捨てられた夜 Tenshi ni misuterareta yoru, Kōdansha, Tokio, 1994
- 水の眠り 灰の夢 Mizu no nemuri hai no yume, Bungei Shunjū, Tokio, 1998
- ダーク Dāku, Kōdansha, Tokio, 2002

#### Zbiory opowiadań
- ローズガーデン Rōzu gāden, Kōdansha, Tokio, 2000

### Seria Fireball Blues
- ファイアボール ブルース Faiabōru burūsu, Shūeisha, Tokio, 1995
- ファイアボール ブルース 2 Faiabōru burūsu 2, Bungei Shunjū, Tokio, 2001

### Samodzielne powieści
- 柔らかな頰 Yawaraka na hoho, Kōdansha, Tokio, 1999
- 光源 Kōgen, Bungei Shunjū, Tokio, 2000
- 玉蘭 Gyokuran, Asahi Shinbunsha, Tokio, 2001
- アイムソーリー, ママ Aimu sōrī, mama, Shūeisha, Tokio, 2004
- 残虐記 Zangyakuki, Shinchōsha, Tokio, 2004
- 冒険の国 Bōken no kuni, Shinchōsha, Tokio, 2005
- 魂萌え! Tamamoe!, Mainichi Shinbunsha, Tokio, 2005
- メタボラ Metabora, Asahi Shinbunsha, Tokio, 2007
- 女神記 Joshinki, Kadokawa Shoten, Tokio, 2008
- IN, Shūeisha, Tokio, 2009
- ナニカアル Nanika aru, Shinchōsha, Tokio, 2010
- 優しいおとな Yasashii otona, Chūō Kōron Shinsha, Tokio, 2010
- 緑の毒 Midori no doku, Kadokawa Shoten, Tokio, 2011
- ポリティコン Poritikon, Bungei Shunjū, Tokio, 2011
- だから荒野 Dakara kōya, Mainichi Shinbunsha, Tokio, 2013
- ハピネス Hapinesu, Kōbunsha, Tokio, 2013
- ロンリネス Ronrinesu, Kōbunsha, Tokio, 2018
- とめどなく囁く Tomedonaku sasayaku, Gentosha, Tokio, 2019